# Макарска ривијера
Макарска ривијера је туристичко подручје у Далмацији, на обали Јадранског мора у Хрватској. Макарска ривијера протеже се 60 км између Бреле и Градца, у подножју планине Биоково. Топла клима и дуге шљунковите плаже чине ову регију популарном туристичком дестинацијом. Највеће насеље на познатој обали је град Макарска. Макарска ривијера најпопуларније је одредиште за одмор на обали Јадрана, захваљујући Биокову, Брачу и Хвару.
Историјски је реч о западном делу српског приморја, познатог у средњем веку као Неретљанско или Херцеговачко приморје.
Низ насеља уз обалу од границе са омишком обалом на северозападу до делте Неретве на југоистоку чине:
- Брела (1.618 становника према попису из 2001. године)
- Башка Вода (2.045)
- Промајна (456)
- Крвавица (287)
- Братуш (-)
- Баст (136)
- Макарска, центар регије (13.716)
- Тучепи (1.763)
- Подгора (1.534)
- Драшнице (328)
- Игране (480)
- Живогошће (538)
- Дрвеник (500)
- Заострог (372)
- Подаца (716)
- Брист (453)
- Градац (1.574)

## Види jош
- Хрватско приморје